# بروهایم
بروهایم (به آلمانی: Brüheim) یک شهر در آلمان است که در گوتا واقع شده‌است. بروهایم ۵۲۵ نفر جمعیت دارد.